# 小行星10588
小行星10588（10588 Adamcrandall）是一颗绕太阳运转的小行星，为主小行星带小行星。该小行星于1996年7月18日发现。

## 轨道参数
小行星10588的轨道半长轴为2.4092114 UA，离心率为0.0497466。